# Velika Stara vas
Velika Stara vas je naselje v Občini Grosuplje.